# Кипкембой, Маргарет Челимо
Маргарет Челимо Кипкембой (англ. Margaret Chelimo Kipkemboi; род. 9 февраля 1993, Нанди, Рифт-Валли) — кенийская легкоатлетка, специализируется в беге на средние и длинные дистанции. Вице-чемпионка мира 2019 года в беге на 5000 метров. Чемпионка Африканских игр 2015 года.  

## Биография
5 октября 2019 года Маргарет Челимо Кипкембой в Дохе стала вице-чемпионкой мира в беге на 5000 метров, показав результат 14.27,49 - это лучший её результат в карьере.

## Персональные результаты
| Дисциплина   | Время    | Место     | Дата            |
| ------------ | -------- | --------- | --------------- |
| 800 метров   | 2.07,30  | Найроби   | 8 июня 2012     |
| 1500 метров  | 4.10,80  | Найроби   | 18 мая 2017     |
| 3000 метров  | 8.30,11  | Бирмингем | 20 августа 2017 |
| 5000 метров  | 14.27,49 | Доха      | 5 октября 2019  |
| 10000 метров | 32.04,67 | Найроби   | 22 августа 2019 |